# Starmachów Groń

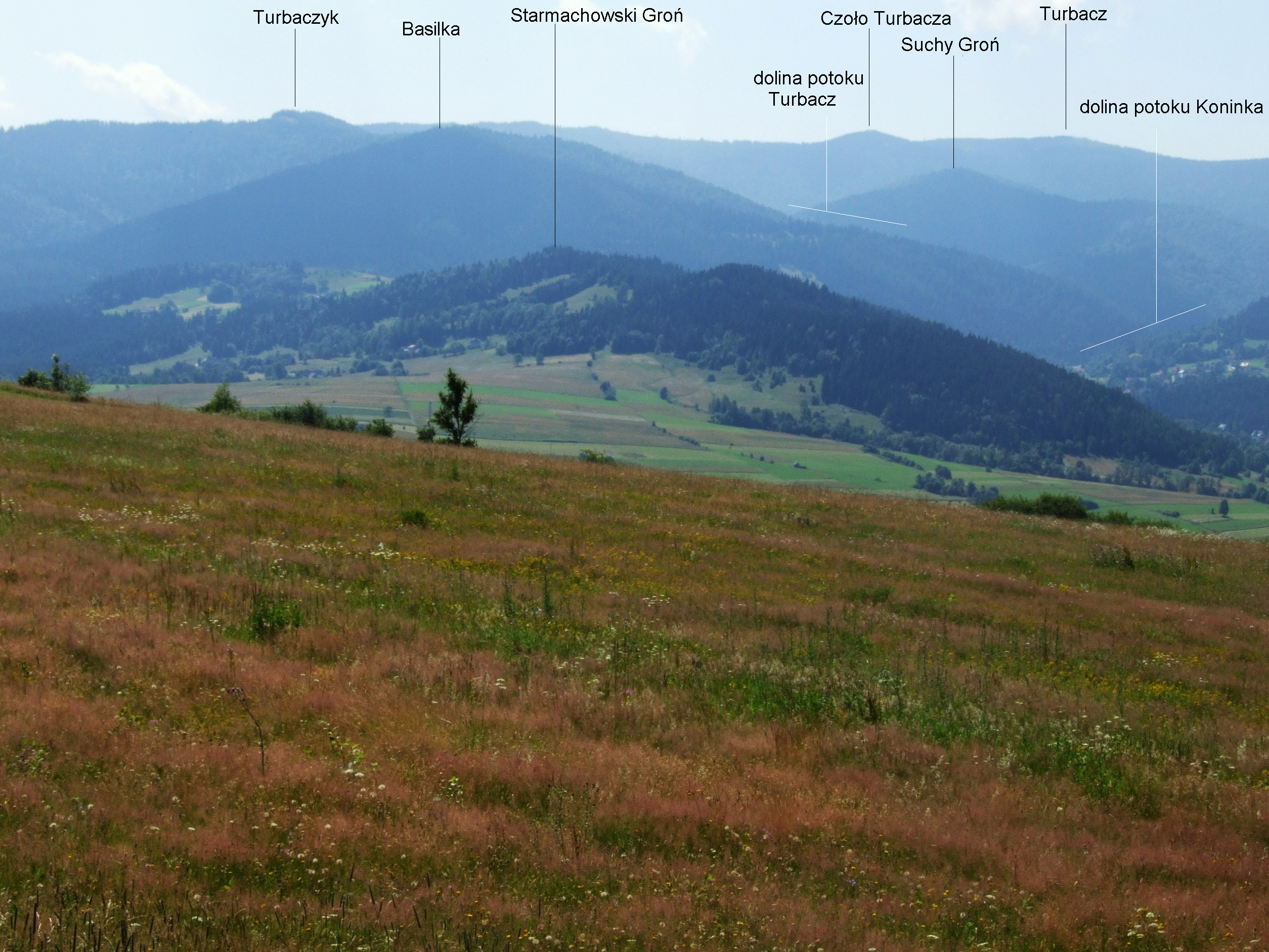
Widok z Potaczkowej

Starmachów Groń (747 m), Starmachowski Groń, Starmachowa Góra – wzniesienie w północno-zachodniej części Gorców, w miejscowości Poręba Wielka w województwie małopolskim, w powiecie limanowskim, w gminie Niedźwiedź.

## Nazwa
Nazwa wzniesienia pochodzi od zamożnego rodu góralskiego Starmachów z Poręby Wielkiej, którzy byli właścicielami szeregu ról i łąk położonych na jego stokach. Maciej Starmach był w drugiej połowie XVIII w. nieformalnym przywódcą miejscowej ludności, zwanym w dokumentach „Mojżeszem chłopstwa porębskiego”.

## Opis szczytu
Starmachów Groń stanowi zakończenie długiego grzbietu, odchodzącego od Czoła Turbacza w kierunku północnym i schodzącego przez Kopieniec, Turbaczyk, Basielkę i Groń (766 m) ku zbiegowi potoków Porębianka i Konina. Dominuje od strony wschodniej nad centrum zabudowań Poręba Wielka, a od strony północnej nad zabudowaniami Koninek.
Starmachów Groń jest porośnięty lasem, podobnie, jak jego stoki południowo-zachodnie, z których spływają do Koninki trzy potoki. Stoki północno-zachodnie natomiast są w większości bezleśne, zajęte przez pola uprawne. Spływa z nich Maciejkowy Potok i jego dopływy. U północnych podnóży wypływa potok Starmachów.
Na wschód, niedaleko Starmachowskiego Gronia znajduje się Czechowa Góra (705 m).

## Związki z Władysławem Orkanem
W południowo-wschodnim kierunku od wierzchołka Starmachowskiego Gronia, pod wzgórzem Pustka znajduje się dom rodzinny piewcy Gorców, poety i powieściopisarza Władysława Orkana (muzeum Orkanówka). W powieści Władysława Orkana pt. Komornicy, jedną z bohaterek jest Satrowa, której potomkowie do dziś zamieszkują na Starmachowskim Groniu.

## Szlaki turystyki pieszej
Szlak prowadzi po wschodniej stronie Starmachowskiego Gronia.
 Niedźwiedź – Orkanówka – Łąki – Turbaczyk – Spalone – Czoło Turbacza – Turbacz. Odległość 10,8 km, suma podejść 970 m, suma zejść 240 m, czas przejścia 3 godz. 25 min, z powrotem 2 godz. 20 min.